# Jean-Paul Besson
Jean-Paul Besson, né le 2 janvier 1973 à Vichy, est un joueur français de basket-ball évoluant au poste d'arrière, reconverti entraîneur.

## Biographie
Il est le fils de Paul et le frère de Jean-Philippe joueurs et entraîneurs, ainsi que le père du joueur Hugo.
Après une carrière de joueur à Roanne, Vichy et Angers, il s'installe à Bandol pour devenir animateur sportif pour la ville. Il continue à jouer à La Ciotat, devenant même champion de France de Nationale 3. Il commence à entraîner en Nationale 2. Il devient entraîneur du Bandol Basket Club de 2010 à 2014. Il entraîne ensuite les U15 de Hyères Toulon, où il entraîne son fils, Hugo.
Besson rejoint l'Élan chalonnais en 2016, en tant qu'entraîneur des cadets, préparateur physique du centre de formation et assistant coach des Espoirs.
À la suite du départ d'Emmanuel Pinda, il est recruté par les Metropolitans 92 pour devenir coach des Espoirs.
Assistant de Vincent Collet, puis de Laurent Foirest depuis 2020, il est nommé entraîneur des Metropolitans 92 par intérim le 22 novembre 2023 après le départ de Foirest, écarté pour mauvais résultats. Le 12 décembre 2023, il est confirmé dans ses fonctions. Le club termine dernier de la saison 2023-2024 avec 4 victoires pour 30 défaites et décide de ne pas se réengager en Pro B,.

## Palmarès
- Champion de France Pro B 2002